# Nguyễn Thị Xuân Hương
Nguyễn Thị Xuân Hương (sinh 1954) là đại biểu Quốc hội Việt Nam khóa X. Bà thuộc đoàn đại biểu Quảng Ngãi.
Tên thường gọi: Nguyễn Thị Xuân Hương
Ngày sinh: 12/3/1954
Giới tính: Nữ
Dân tộc: Kinh
Tôn giáo: Không
Quê quán:
Trình độ chuyên môn: Bác sĩ Chuyên khoa cấp 1 Ngành nhi
Nghề nghiệp, chức vụ: Hiệu trưởng Trường trung học y tế Quảng Ngãi
Nơi làm việc: Trường trung học y tế Quảng Ngãi
Nơi ứng cử: Quảng Ngãi
Đại biểu Quốc hội khoá: X
Đại biểu chuyên trách: Không
Đại biểu Hội đồng Nhân dân: Không